# Norte contra Sur
Norte contra Sur (título original en francés: Nord contre Sud) es una novela del escritor francés Julio Verne, prepublicada en la Magasin d’Éducation et de Récréation desde el 1 de enero hasta el 1 de diciembre de 1887 y publicada en dos tomos el 26 de mayo y el 14 de noviembre de ese mismo año. Este libro tiene como marco la guerra civil estadounidense.
Norte contra Sur fue escrito cuando Verne estaba en recuperación después de haber recibido un balazo en la pierna por parte de su sobrino Gastón Verne.

## Argumento
James Burbank sufre constantes ataques de parte de sus paisanos, debido a que es un fuerte partidario de la abolición de la esclavitud; los ataques se incrementan al liberar a sus esclavos y por el rumor de que su hijo es parte del ejército contrario.
Texar, un texano dedicado a la trata de esclavos con viejos rencores hacia James, dirige un ataque a la plantación Camdless Bay, propiedad de los Burbank, que aparte de tener el objetivo de dañar la propiedad sirve para capturar a la pequeña Dy y a Zermah, otra antigua esclava que Texar intento hacer de su propiedad, la cual perdió frente a James.
Gilbert, James, Walter y el esposo de Zermah, Mars, tienen que viajar al sur de Florida con la intención de rescatarlas; allí, Zermah conoce el secreto de Texar: tiene un gemelo.

## Personajes
- James Burbank: 46 años. Rico hacendado de La Florida, pero con ideas antiesclavistas.
- Texar: 35 años. Esclavista y contrabandista. Rival de Burbank. Al final se revela que su impunidad se basa en su gran secreto: tiene un gemelo.
- Gilbert Burbank: 24 años, de ideas antiesclavistas, al igual que su padre, y soldado del ejército del Norte.
- Diana, «Dy»: 6 años. Hija de Burbank secuestrada por Texar.
- Zermah: 31 años. Criada de Burbank.
- Mars: 25 años. Esposo de Zermah. Compañero de Gilbert en el ejército federal.
- Edward Carrol: cuñado de James Burbank y encargado de la contabilidad de la plantación.
- Walter Stannard: viudo; amigo de James Burbank.
- Alice Stannard: 19 años. Hija de Walter y prometida de Gilbert.
- Squambó: indio semínola al servicio de Texar.

## Temas vernianos tratados

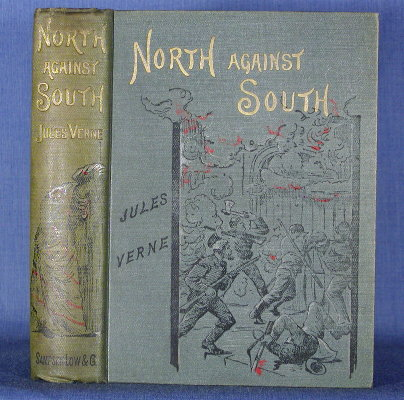
1ª edición inglesa. 1887

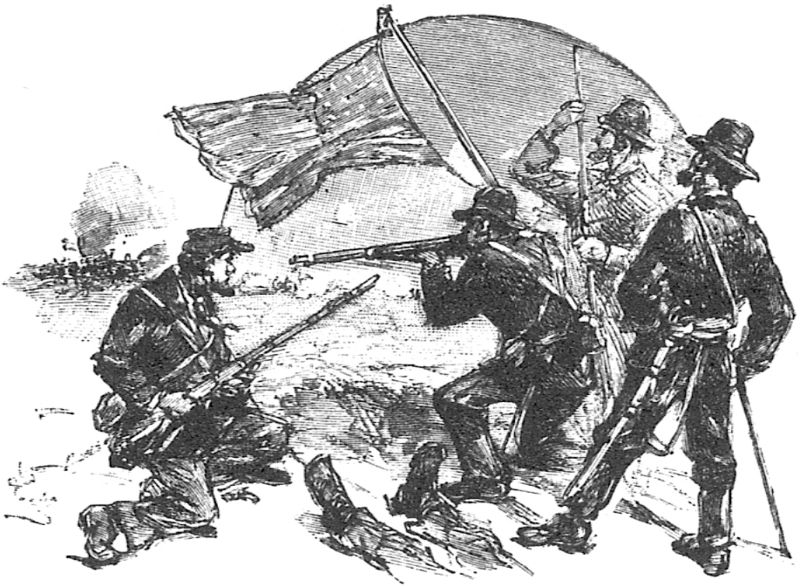

### Los Estados Unidos
- Los Estados Unidos son ampliamente retratados en la bibliografía verniana: el estado de Florida comparte escenario con su obra De la Tierra a la Luna. Otras obras ambientadas enteramente en los Estados Unidos son El testamento de un excéntrico, La caza del meteoro y El secreto de Maston.
- Otras obras importantes ambientadas parcialmente en este país son La vuelta al mundo en ochenta días y el El volcán de oro.
- Curiosamente en este libro Verne deja fuera los personajes excéntricos como casi siempre retrata al americano, siendo su mejor ejemplo J. T. Maston, que aparece en tres novelas.

### Esclavitud y racismos
En contraparte de muchas obras donde se critica el trato a personajes de color (Dos años de vacaciones, La isla misteriosa, El pueblo aéreo), como esclavos o gente poco inteligente, esta obra reivindica la posición de Verne, Zermah y Mars no solo son sirvientes, si no son amigos de la familia, de hecho todas las personas de color negro que son esclavos en el plantío son puestas en libertad y permanecen en el como trabajadores libres. Burbank es retratado como un justo antiesclavista a pesar de vivir en un estado firmemente esclavista.

## Lista de capítulos

### Volumen I
- I A bordo del barco de vapor: Shannon.
- II Camdless Bay.
- III En qué estado se hallaba la Guerra de Secesión.
- IV La familia Burbank.
- V La Bahía Negra.
- VI Jacksonville.
- VII A pesar de todo.
- VIII Las objeciones del capataz Perry.
- IX La última esclava.
- X Expectación.
- XI Preparativos de combate.
- XII La noche del dos de marzo.
- XIII Los seis días siguientes.
- XIV Durante algunas horas.
- XV Sobre el San Juan.
- XVI El juicio.

### Volumen II
- I Después del secuestro.
- II Singular operación.
- III La víspera.
- IV Golpe de viento del nordeste.
- V Toma de posesión.
- VI San Agustín.
- VII Últimas palabras y último suspiro.
- VIII De Camdless Bay al Lago Washington.
- IX El gran bosque de cipreses.
- X Encuentro.
- XI Los Everglades.
- XII Lo que oyó Zermah.
- XIII Una vida doble.
- XIV Zermah trabaja.
- XV Los dos hermanos.
- XVI Conclusión.